# Jägerstraße
Jägerstraße – stacji metra w Wiedniu na Linia U6. Została otwarta 4 maja 1996. 
Znajduje się w 20. dzielnicy Wiednia, Brigittenau, przy granicy z dzielnicą 18. Währing. Położona jest bezpośrednio pod Leipziger Straße i rozciąga się pomiędzy Leipziger Platz na zachodzie Jägerstraße na wschodzie.